# Rachel McAdams
Rachel McAdams (London (Ontario), 17 november 1978) is een Canadese actrice.

## Biografie
McAdams heeft een jongere broer en een jongere halfzus. Toen ze vier jaar oud was, begon ze met kunstschaatsen, waarmee ze een hoog niveau heeft bereikt. Onder druk van de competitie en haar moeder stopte ze met schaatsen.
Toen ze dertien jaar was, begon ze met acteren. Ze gaf zich op voor een theaterzomerkamp, waarna ze werd uitgenodigd door het Central Elgin Collegiate Institute in St. Thomas. Met het Central Elgin Collegiate Institute won ze in 1995 een prijs voor I Live in a Little Town. Later behaalde McAdams een Bachelor in Fine Arts aan de York University in Toronto. Tijdens haar laatste jaar op York University speelde ze in The Piper, een workshop, gegeven door Necessary Angel Theatre Company. Ook ging ze naar Original Kids Theatre Company in London, Ontario.

### Doorbraak
Daarna was McAdams te zien in de Canadese serie Slings and Arrows. In 2001 verscheen ze in de film Shotgun Love Dolls, geproduceerd door Disney. Daarnaast speelde ze enkele afleveringen in The Famous Jett Jackson. In 2002 maakte McAdams haar eerste Hollywood-film, The Hot Chick naast Rob Schneider. Haar doorbraak in Hollywood beleefde ze met Mean Girls in 2004. Daarnaast speelde ze in The Notebook naast Ryan Gosling. Wedding Crashers, een film met Owen Wilson volgde, waarin McAdams een bijrol speelt.
In 2005 speelde McAdams in Red Eye en The Family Stone. Ze nam in 2006 acteerpauze omdat ze terugverlangde naar haar oude leven. In 2006 weigerde ze verschillende rollen, waaronder Anne Hathaways rol in de boekverfilming The Devil Wears Prada (2006), Eva Greens vertolking van Vesper Lynd in Casino Royale (2006). Later weigerde ze ook de vrouwelijke hoofdrol in Iron Man (2008).
In september 2007 ging Married Life in première op het Toronto International Film Festival.
McAdams kreeg in 2018 een zoon met haar vriend.

## Trivia
- McAdams kreeg vijf MTV Movie Award-nominaties in één jaar
- McAdams is vegetariër
- In 2005 werd ze #101 gestemd in FHM's lijst Sexiest Women in the World

- Bibsys: 5086478
- Biblioteca Nacional de España: XX1713018
- Bibliothèque nationale de France: cb15032164g (data)
- Catàleg d'autoritats de noms i títols de Catalunya: 981058521388706706
- CiNii: DA18753508
- Gemeinsame Normdatei: 140496629
- International Standard Name Identifier: 0000 0001 1055 3942
- Library of Congress Control Number: no2004109684
- Nationale Bibliotheek van Letland: 000322720
- MusicBrainz: 0fe8e803-be56-43dc-a52d-858e113685be
- Nationale Bibliotheek van Tsjechië: xx0045554
- Nationale bibliotheek van Australië: 42358647
- Nationale Bibliotheek van Israël: 987007454588305171
- Nationale Bibliotheek van Polen: a0000002258327
- Nederlandse Thesaurus van Auteursnamen: 326204016
- Système universitaire de documentation: 139296492
- Trove: 1457696
- Virtual International Authority File: 37198845
- WorldCat: E39PBJgMxyQX9439XQR78q7PwC